# 中條藤資
中條藤資（？－1568年），是日本戰國時代上杉氏的家臣。父親是鳥坂山城城主中條定資，自稱彈正左衛門尉、越前守。晚年號梅波齋。景資、資興、資泰之父。

## 生平
中條氏是桓武平氏的後裔三浦和田氏的分支，在明應9年（1500年）中條定資戰死後，繼承父位。在越後守護代長尾為景與守護上杉房能君臣相爭之際從屬於為景方。
永正5年（1508年），中條藤資做為長尾為景麾下的部將擊敗了本庄房長、色部昌長的部隊並攻下色部家的要害平林城。永正11年（1514年），上杉定憲聯合宇佐美房忠和長尾為景對抗，中條藤資一度投入其麾下，後又回歸為景方。
天文2年（1533年），中藤條資燒毀上杉定憲軍所盤據的居多神社，然後在天文5年（1536年）隨為景將上杉實房殺敗，另立上衫定實為守護一統越後，中條藤資也因戰功獲得奧山莊的關澤、金山以為賞賜。 
長尾為景死後，中條藤資與其子晴景對立，正好上杉定實無嗣，奧州的伊達稙宗有意讓自己的兒子時示丸，也就是後來的伊達實元入繼為養子，由於時示丸是中條藤資嫁給伊達稙宗的妹妹所生，因此中條藤資表示支持，但是上杉、伊達兩家皆有反對聲音作罷。
後於上杉謙信與兄長長尾晴景爭位時，與本庄實乃大力襄助上杉謙信。在上杉謙信成功得到家督之位後，獲得僅次一門眾的禮遇，列位越後七手組大將之一。
永祿4年（1561年），中條藤資在第四次川中島合戰中表現英勇，謙信賜給中條藤資「血染的感狀」以茲感懷。後於永祿11年（1568年）將本庄繁長受武田信玄挑撥而謀反的消息通報謙信，並隨上杉謙信攻打本庄城鎮壓叛亂。 
過世後由長子景資繼承中條家。
天正2年（1574年），長子中條景資過世，由於無子，將女兒俊子嫁給吉江景資的次子入繼為中條家的婿養子，自上杉謙信處拜領「景」字，改名為中條景泰繼承中條家。

## 宗嗣
- 父親

- 中條定資

- 正室：高梨政盛之女

- 長男：中條景資 - 嫡子。迎娶高梨政賴之女為妻。由於病歿無子，安排其女俊子與景泰成婚，景泰繼嗣中條家。
  - 孫女：中條俊子　- 景資之女。與吉江景資次男·景泰成婚。
  - 婿養子：中條景泰 - 迎娶景資之女·俊子，繼嗣中條家。

-   - 長曾孫：中條三盛 - 本名「資盛」。景泰與俊子的長男。

幼名「一黑丸」，別名「與次」。參與出羽會戰與父親一樣年紀還是青年時戰死。
-   - 次曾孫：中條資種 - 景泰次男。

中條流婦產學始祖。以「中條帶刀」而聞名。編著『廣辭苑』。曾經出仕豐臣家，由於兄長·三盛身故而回歸上杉家。
-   - 三曾孫：中條資春 - 景泰三男。

別名「七藏」。其事蹟在中條家相關史料紀錄中則是不明。
- 次男：中條資興（籾倉中條家） - 中條家分支「籾倉中條家」的初代家主。
- 三男：中條資泰 - 別名「東名左衛門」。

- 養子

- 河田堅親 - 河田長親之弟。原本安排繼嗣中條家，因為受到中條家臣反對，回歸到本家解除養子關係。之後繼嗣安田家。